# Terrasse (architecture)
Pour les articles homonymes, voir Terrasse.
Une terrasse est un espace de vie extérieur, prolongement à ciel ouvert d'une maison (ou immeuble, appartement, bâtiment, bar, restaurant, jardin public...), généralement aménagé au rez-de-chaussée (ou sur un toit-terrasse), avec  revêtement de sol, mobilier de jardin, plantes ornementales, et délimitation par une balustrade,,,,.

## Fonctionnalités
À la différence d'un balcon, cet élément d'architecture se trouve généralement au niveau du sol en rez-de-chaussée, généralement en bordure de jardin, ou de piscine, ou bien sur une avancée de l'étage inférieur.

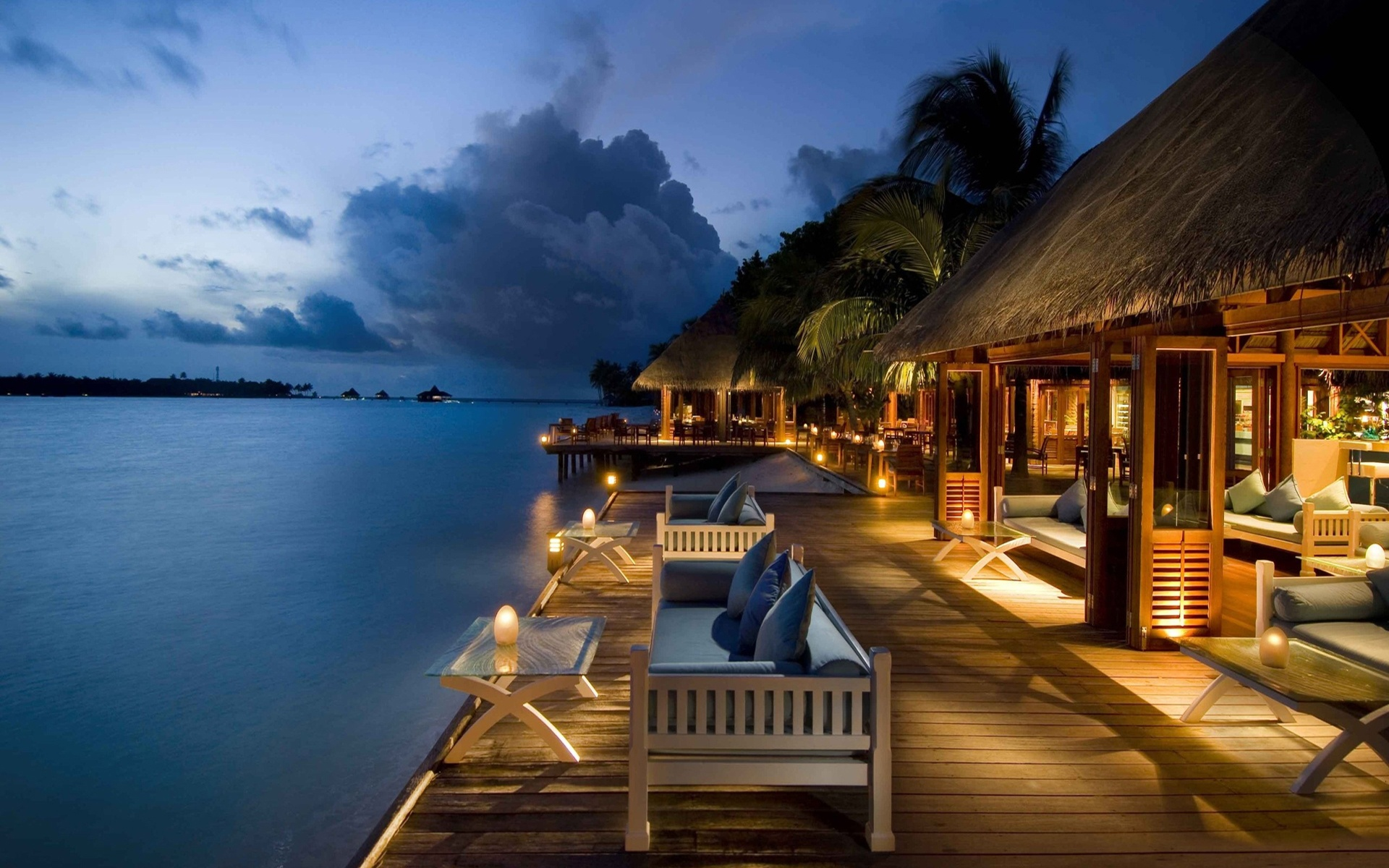
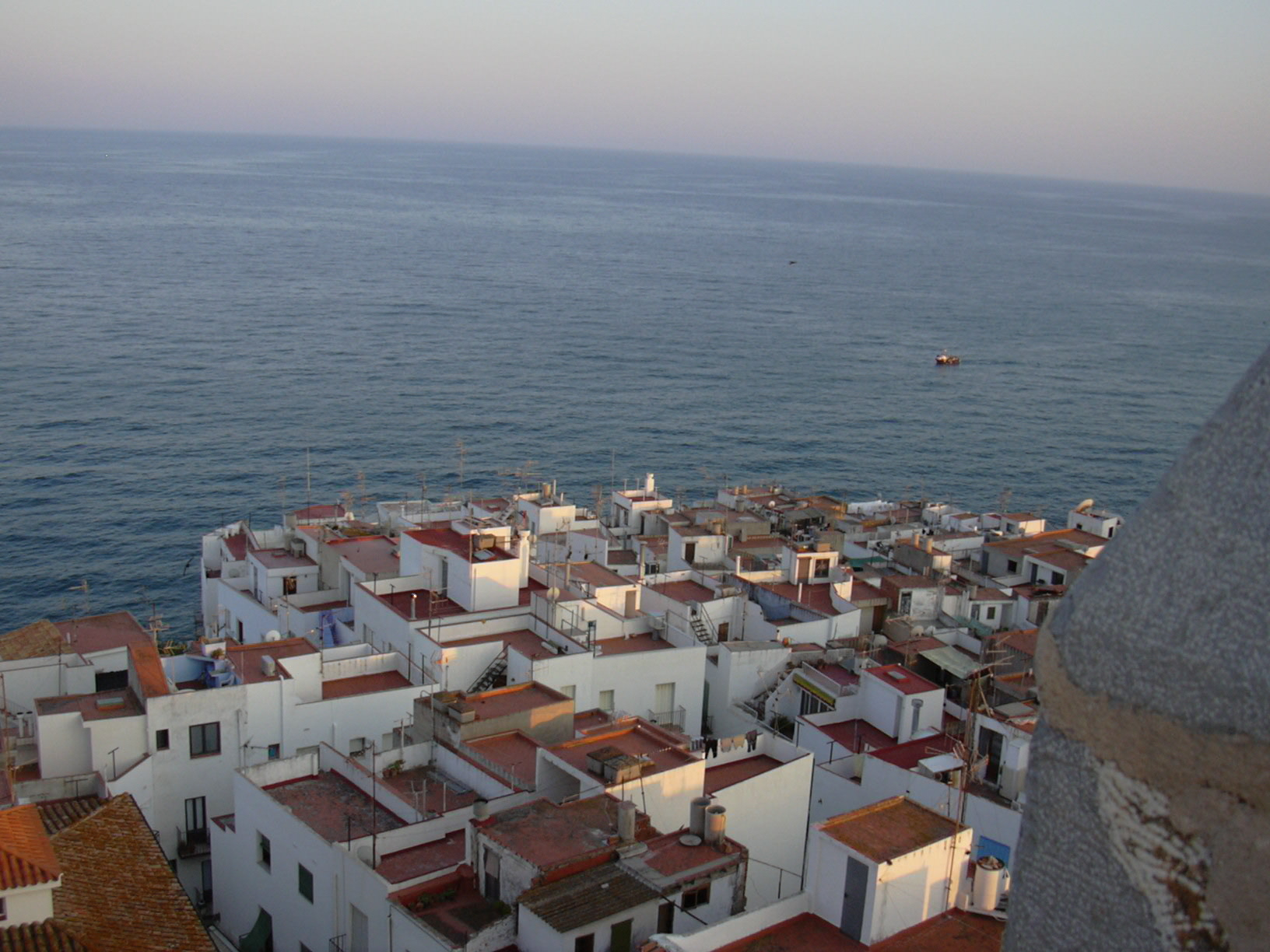

Une terrasse peut être aménagée avec une pergola, ou en véranda vitrée, ou en jardin d'hiver.  
Une terrasse désigne également, lorsque le relief est accidenté, des terrains aménagés horizontalement en étages par des travaux de terrassement, et soutenus par des murets (culture en terrasses).

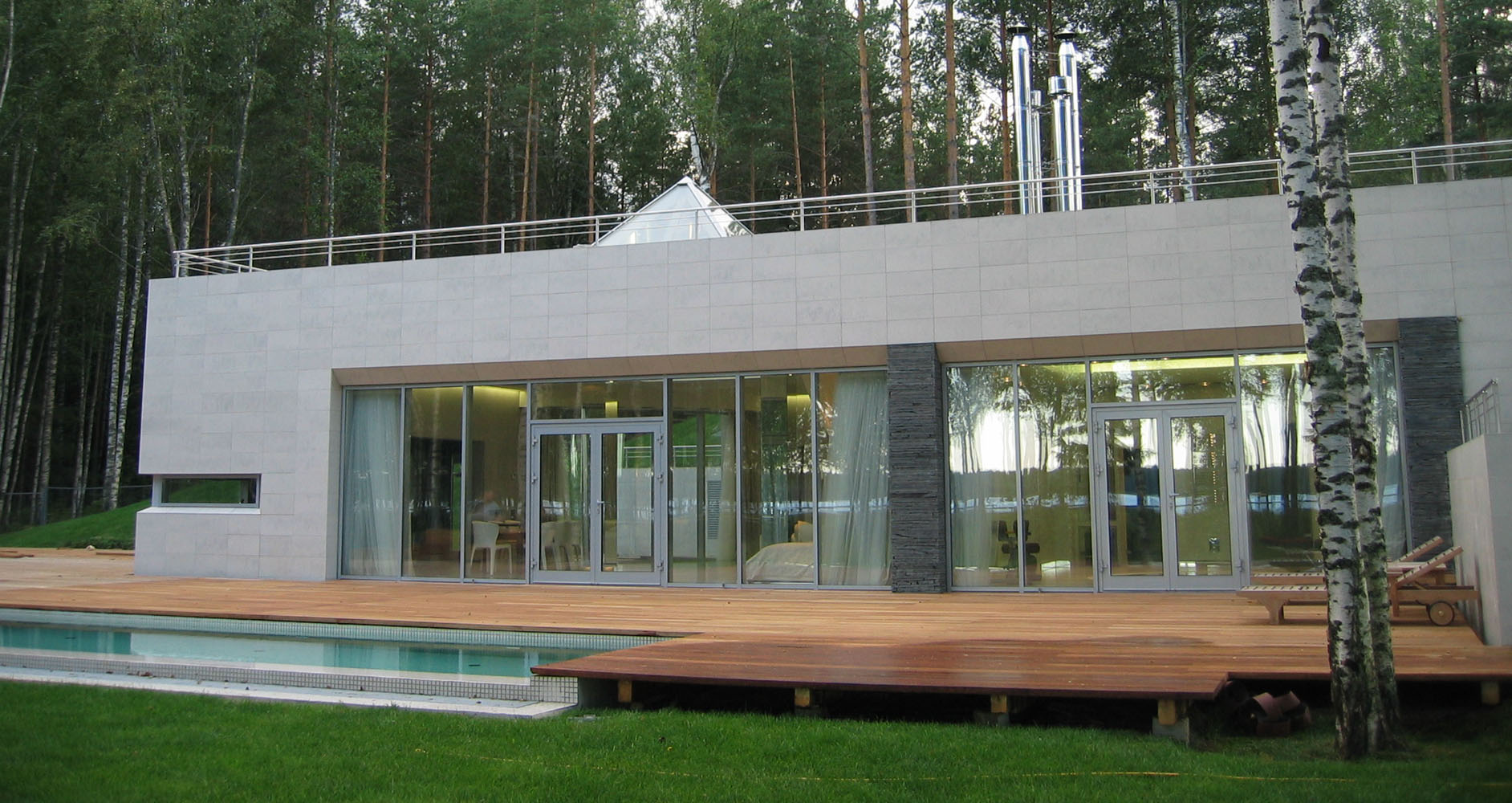
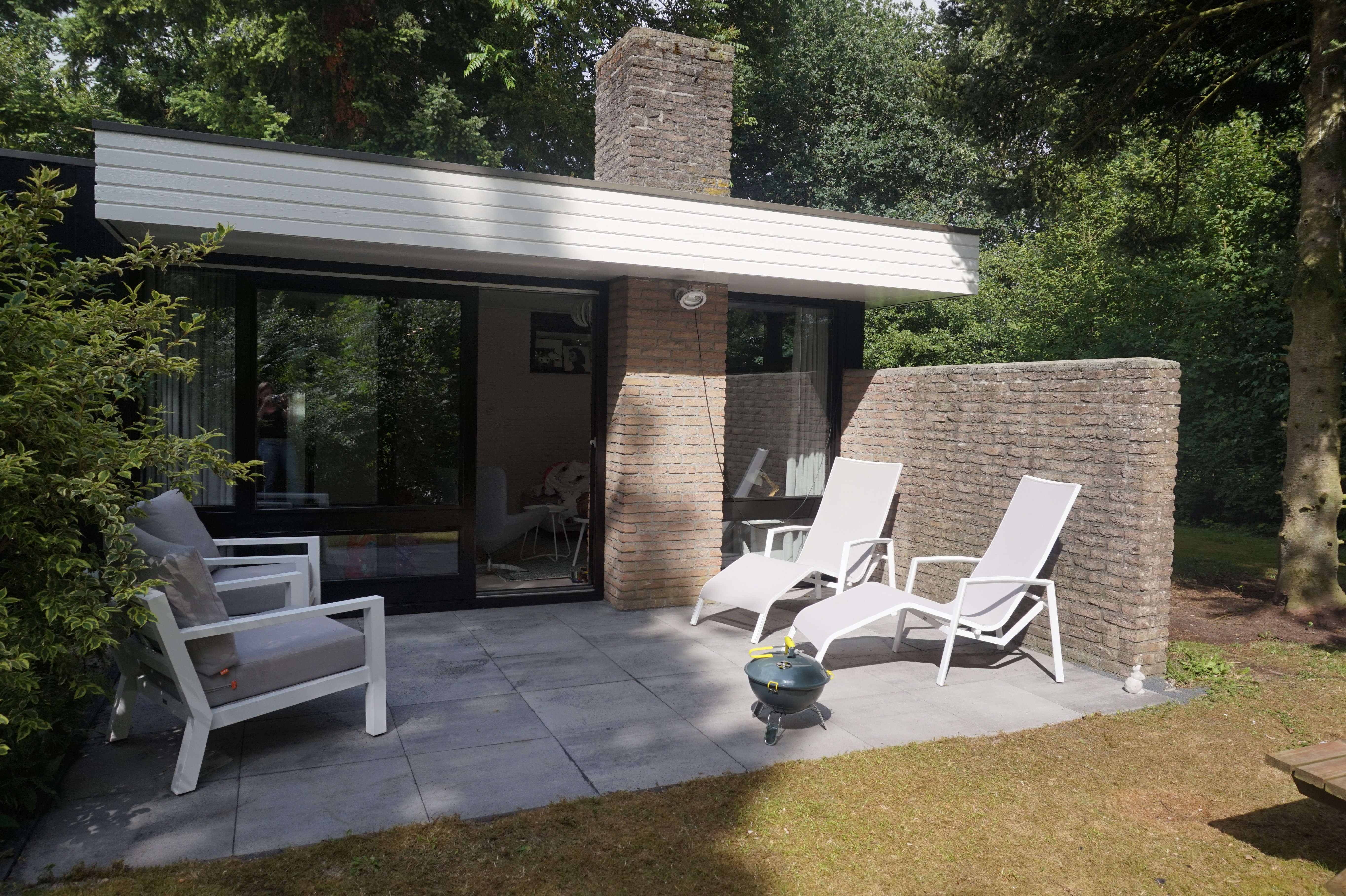
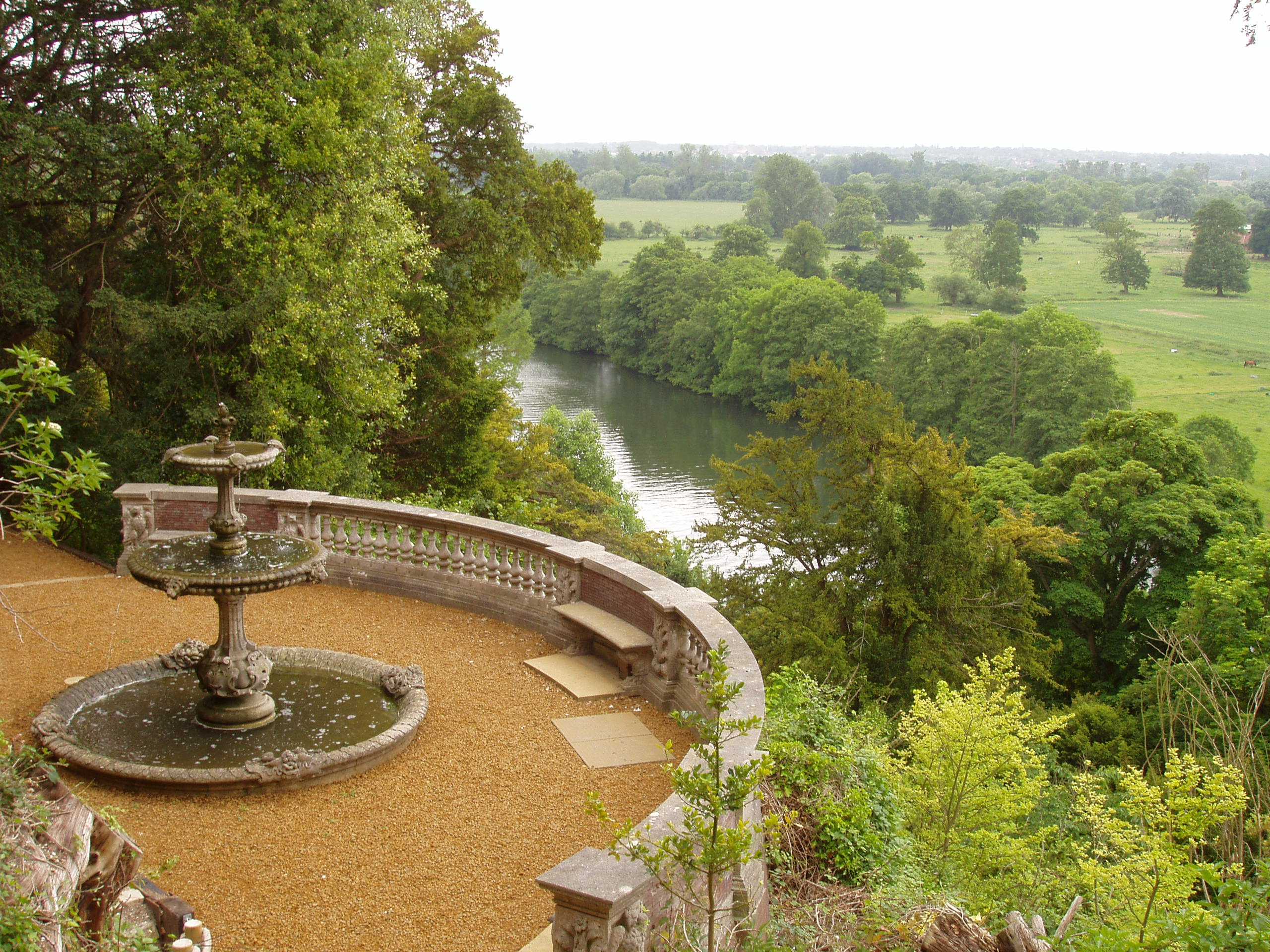
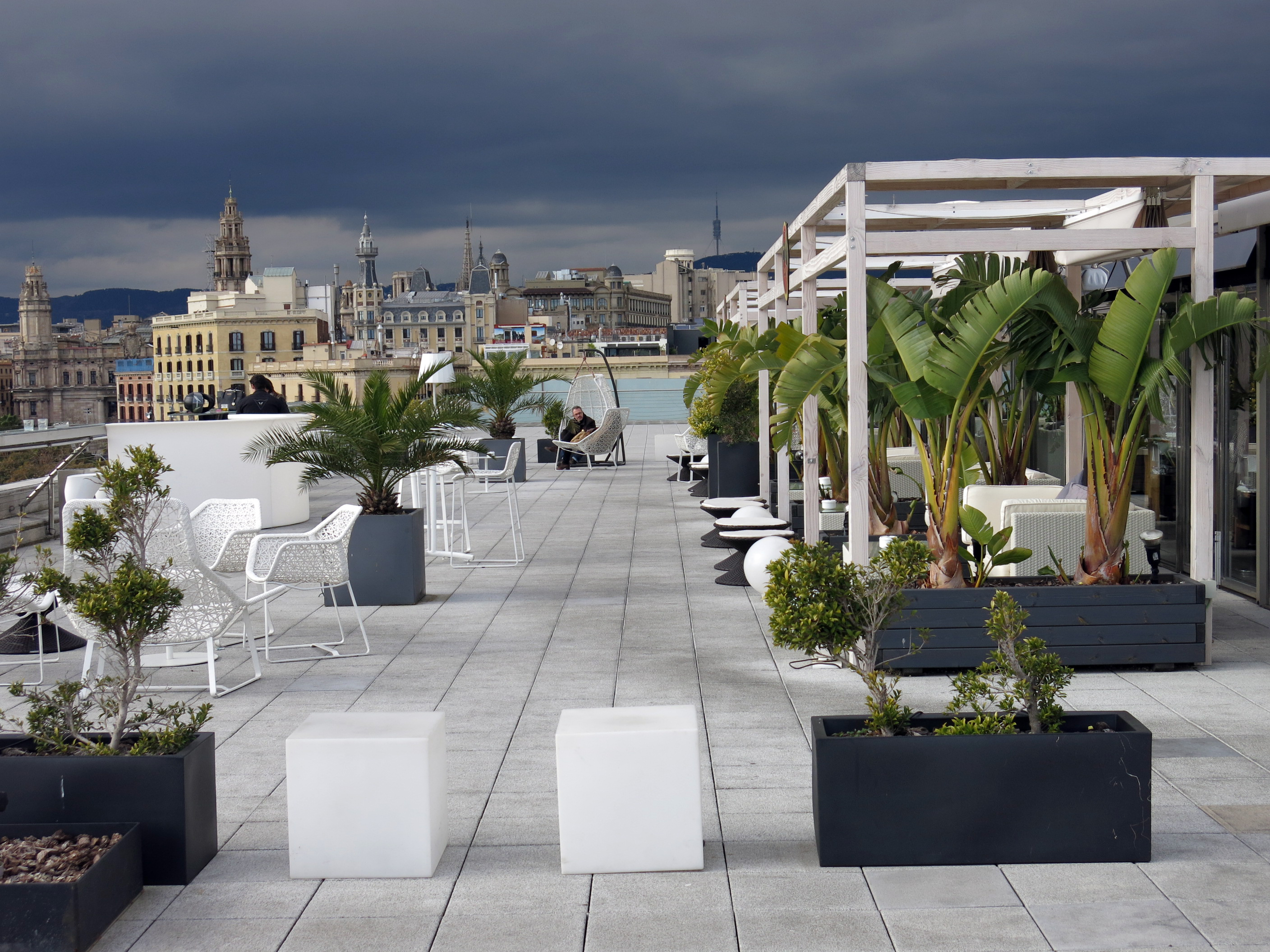
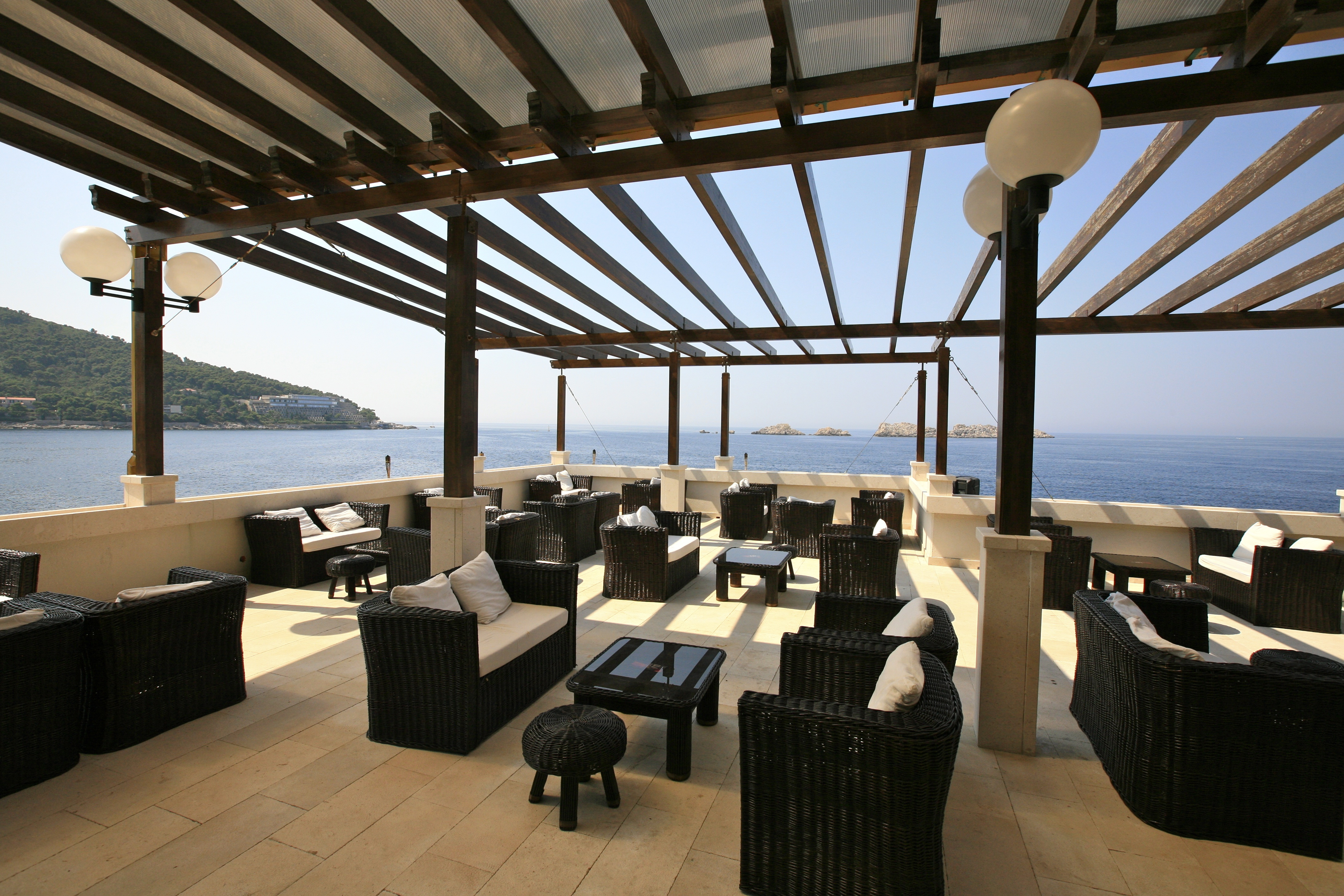
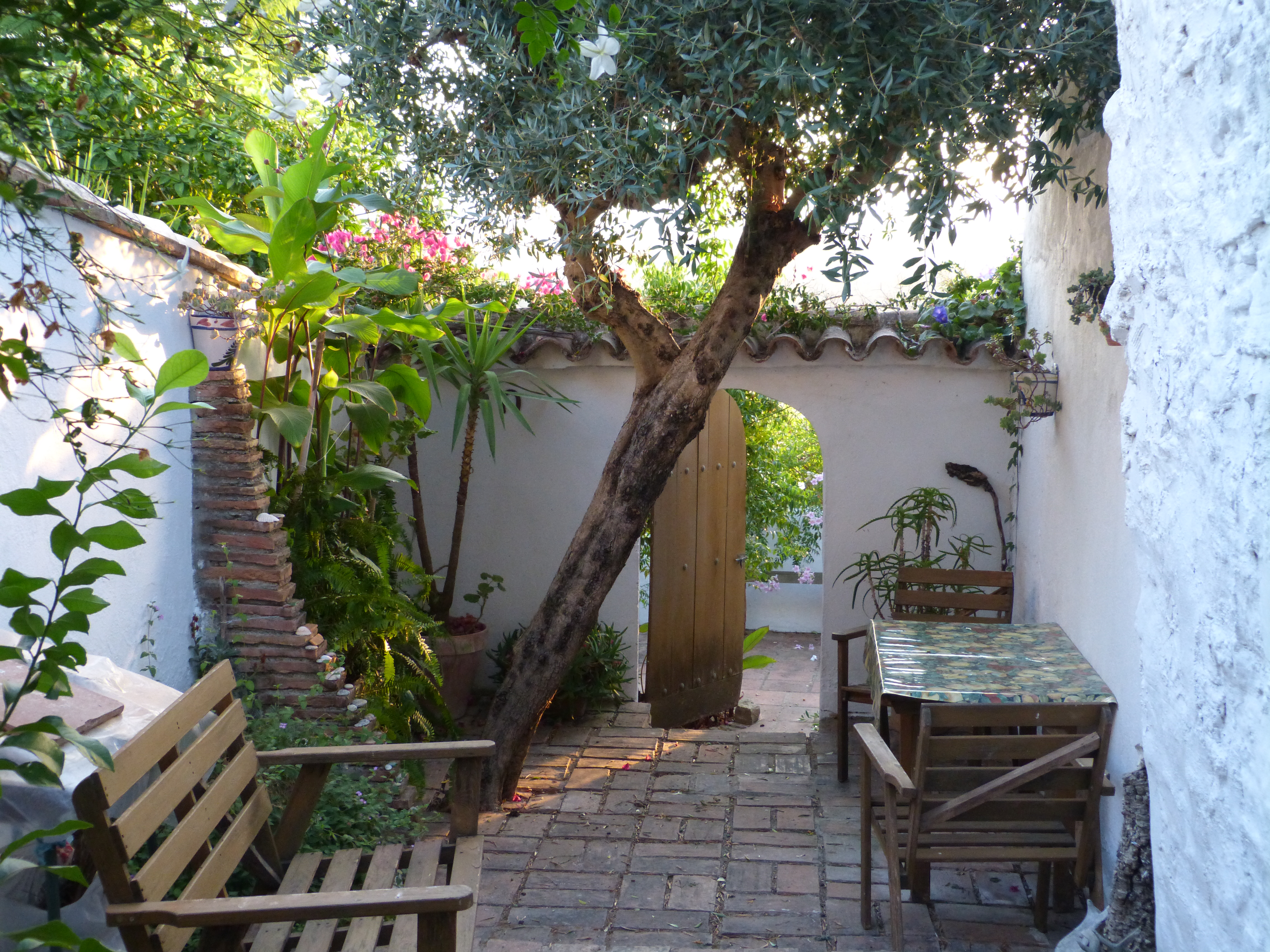
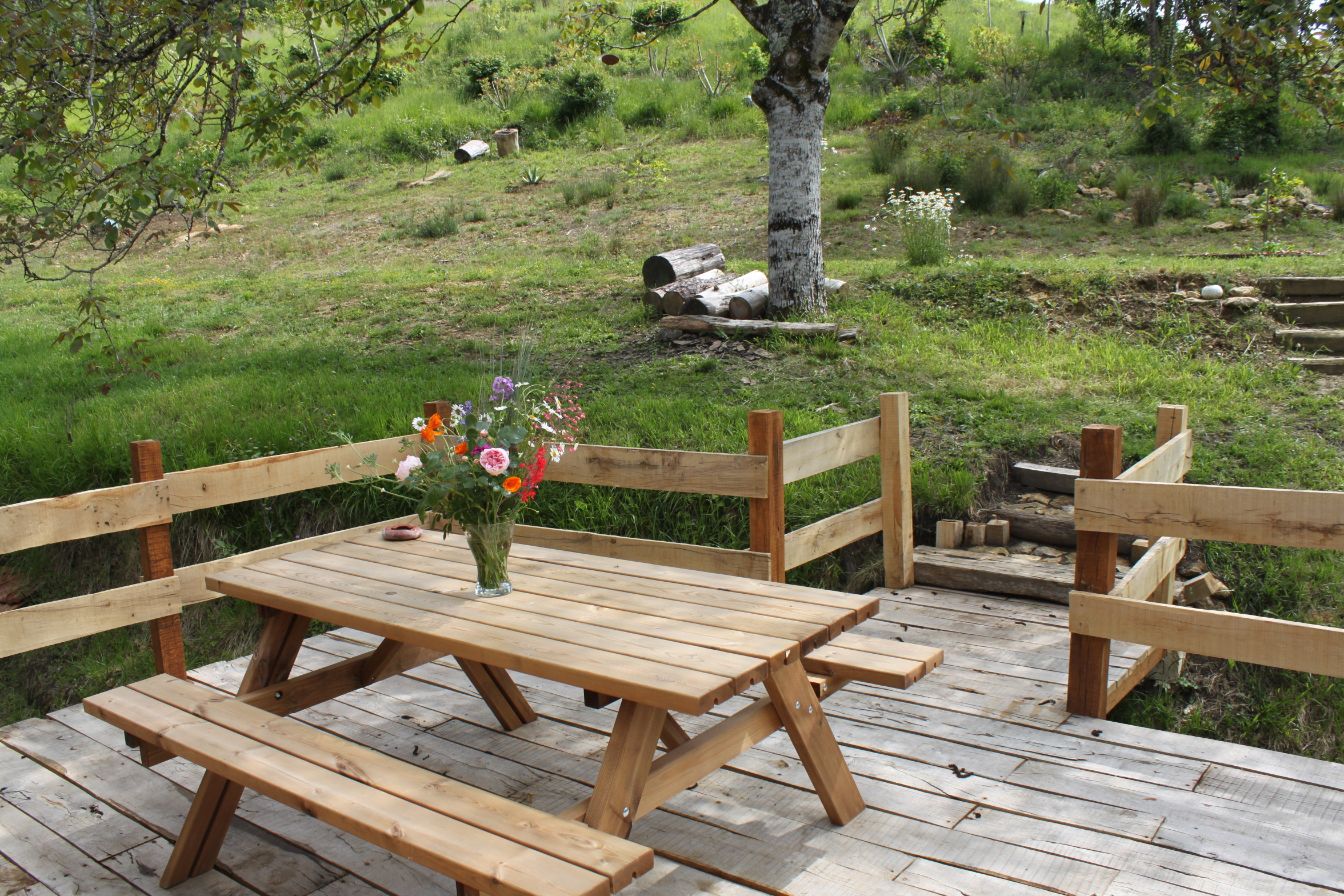
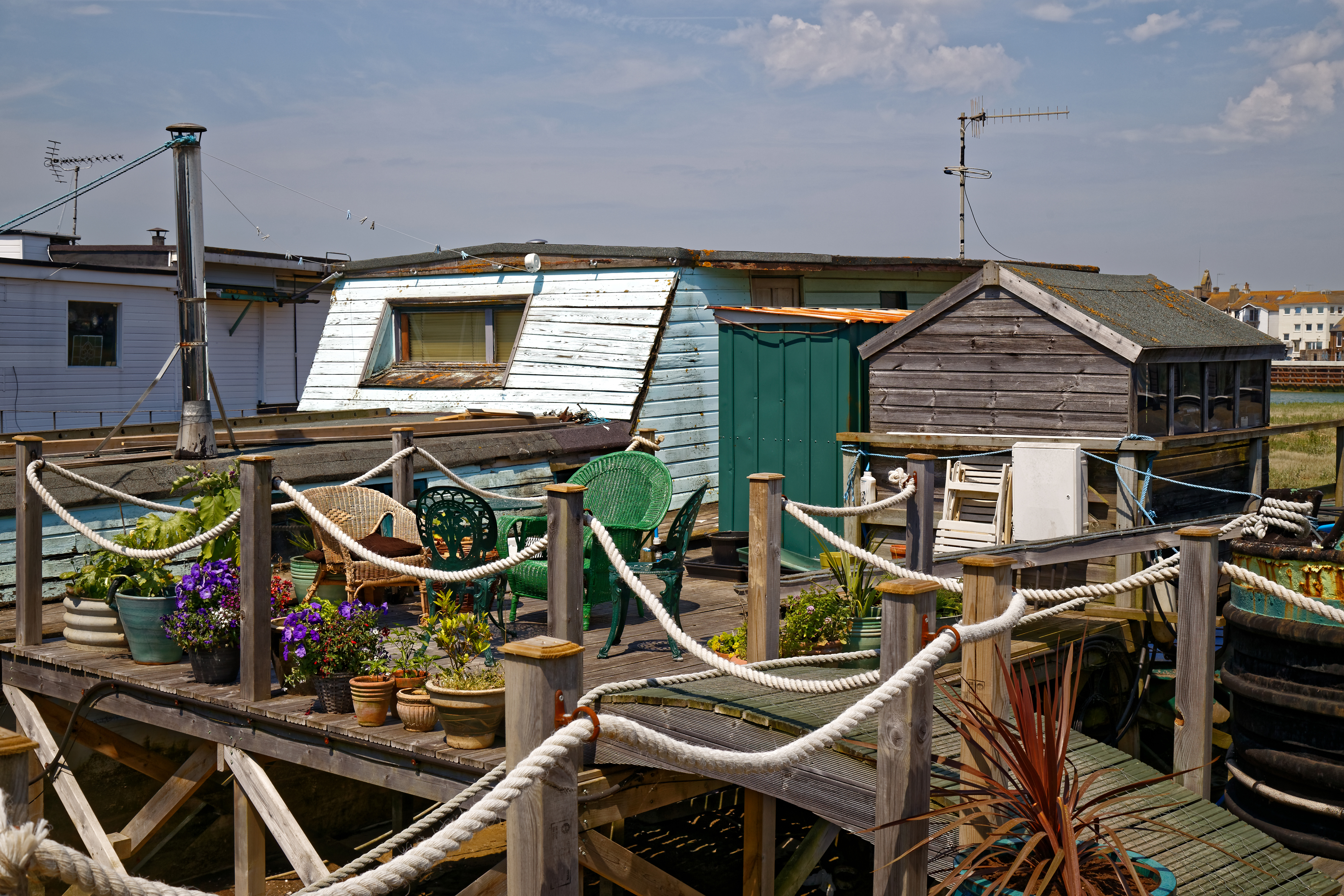
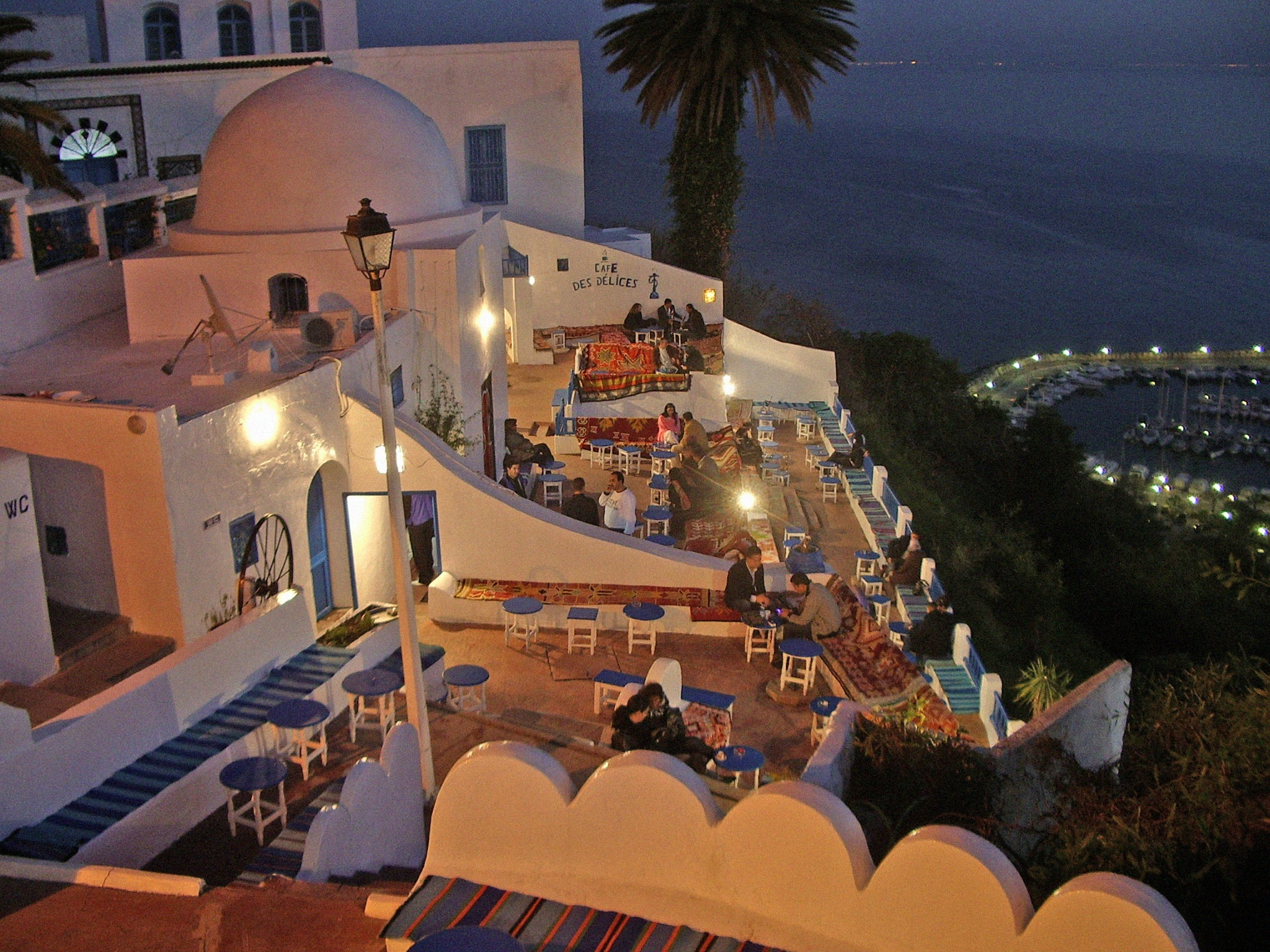
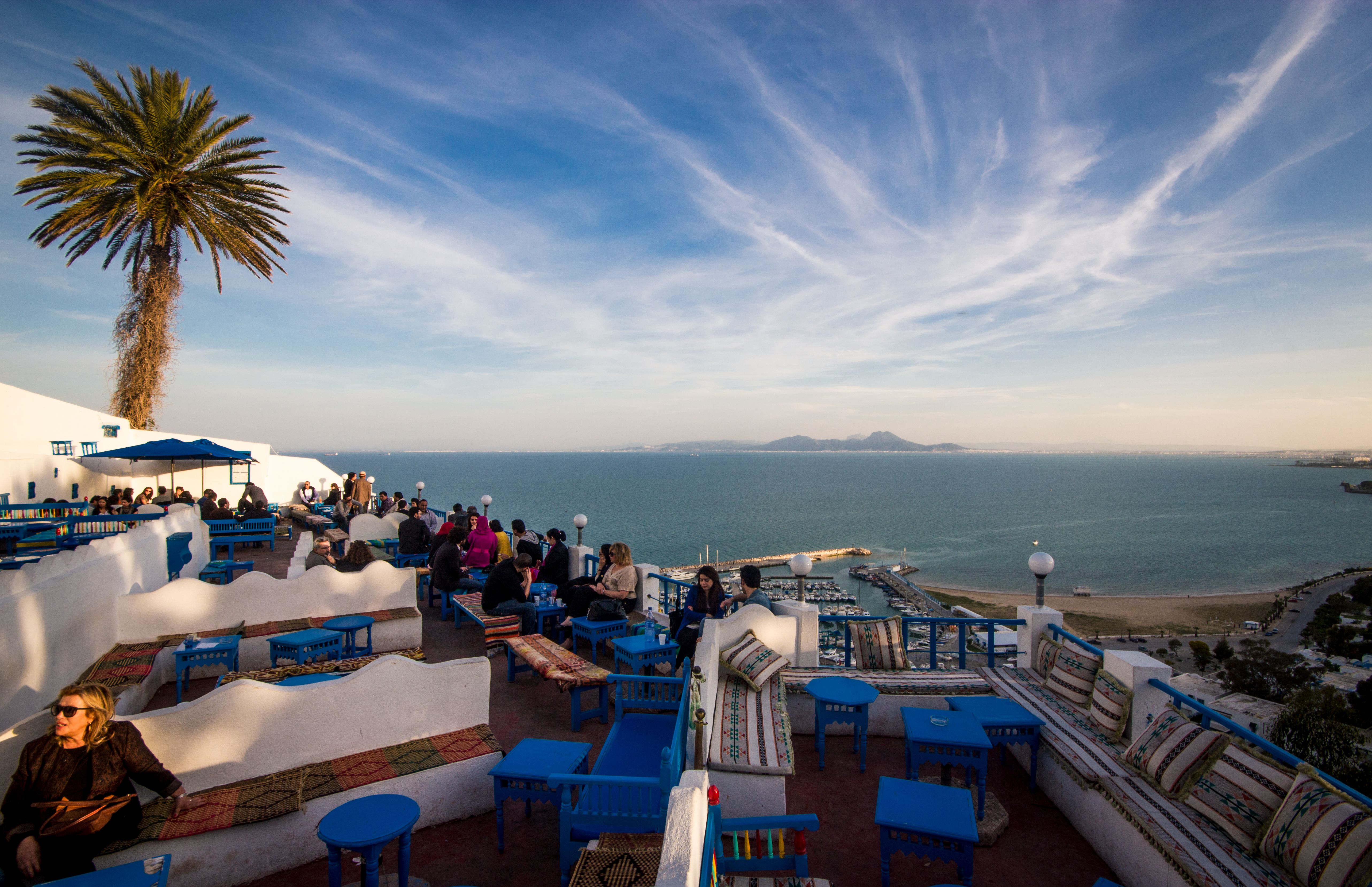
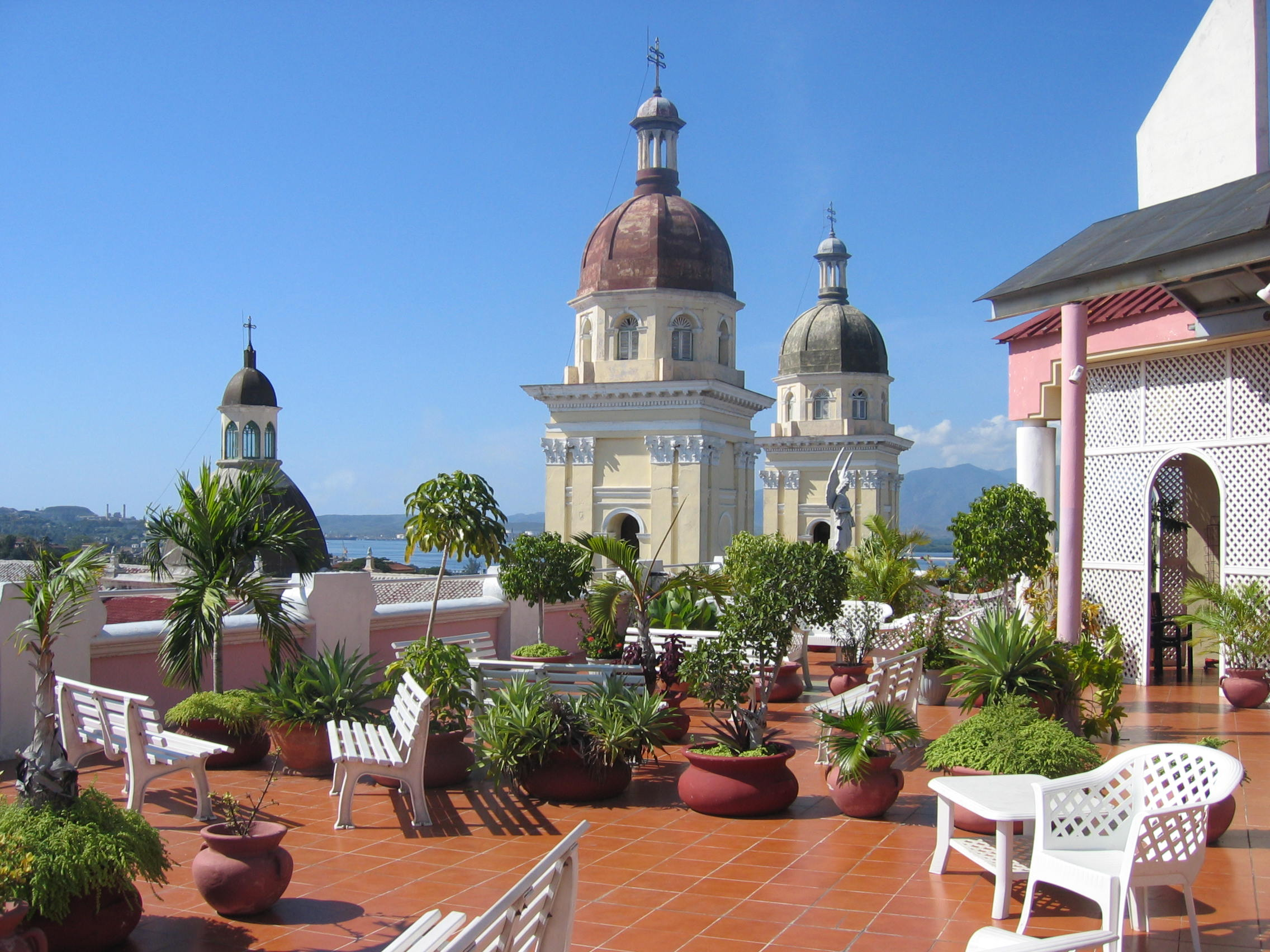
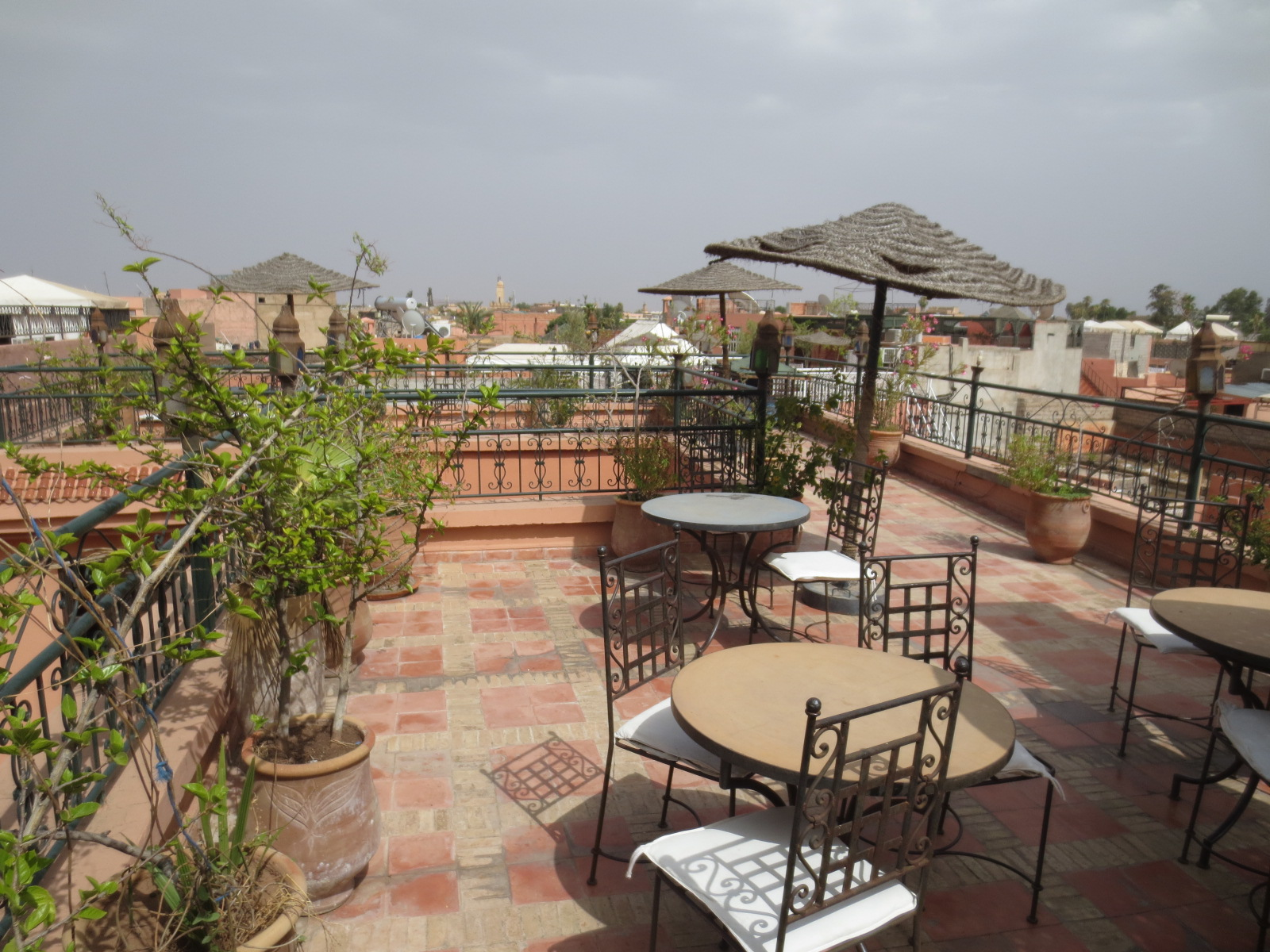
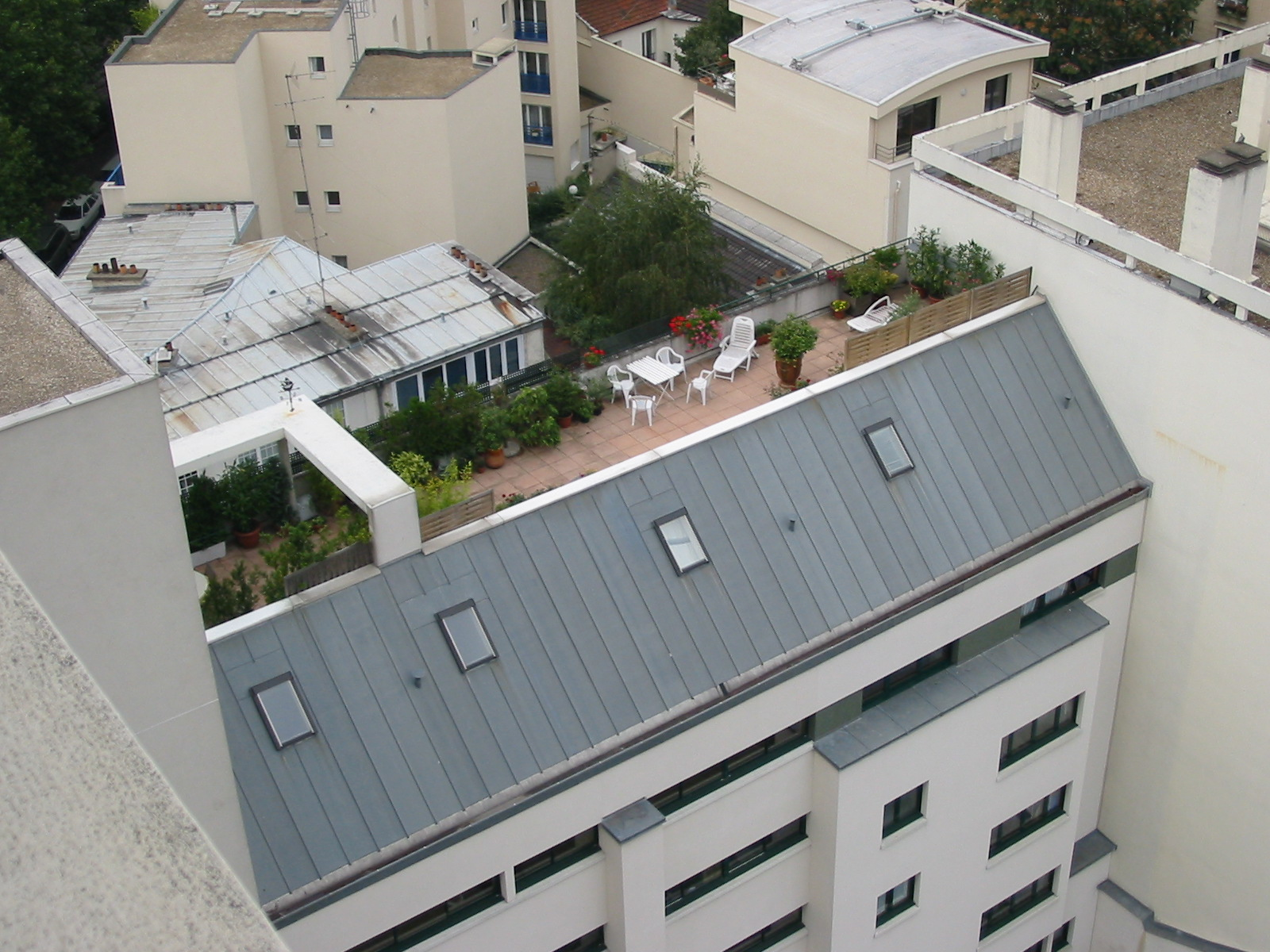

### Toit-terrasse
Le toit-terrasse d'un immeuble collectif :

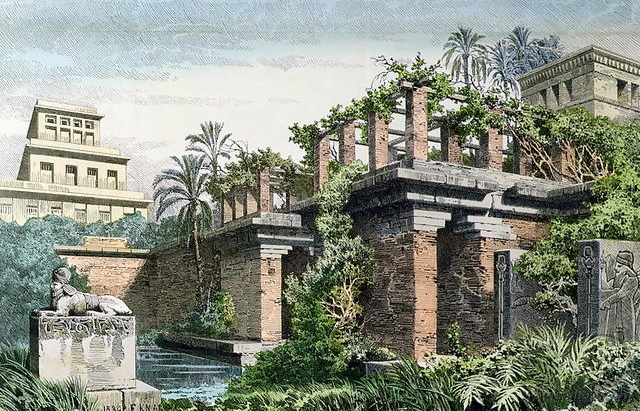
Toit-terrasse des jardins suspendus de Babylone, des sept Merveilles du monde.

Mode de couverture à faible pente, elle est très courante en habitat collectif. Elle est constituée par le dernier plancher, sur lequel on coule une dalle flottante appelée forme de pente.
On pose ensuite très souvent des panneaux isolants puis on applique l'étanchéité qui remonte jusque :
1. sur les acrotères
2. à la sortie des trémies de lanterneaux
3. sur les souches de cheminée et sur les locaux de machinerie

Ces toitures-terrasses posent très souvent des problèmes de désordre liés à une mauvaise conception ou à la dégradation de l'étanchéité.

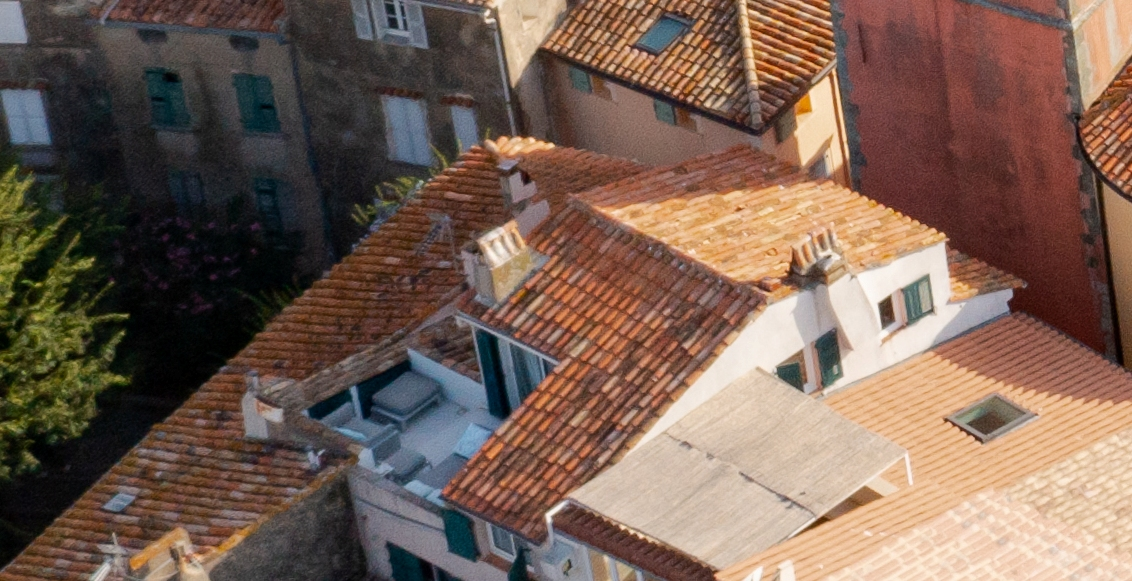
Terrasse tropézienne de Saint-Tropez.

Les toitures-terrasses peuvent être couvertes d'une végétation extensive spéciale, qui en limitant les chocs thermiques allonge la durée de vie de l'étanchéité (si celle-ci a été correctement faite initialement, et qu'un feutre ou film anti-racine a été posé). Disposer d'une terrasse végétalisée sur laquelle des rangées de panneaux solaires sont posés est un aménagement prôné pour la Haute qualité environnementale (HQE).
Une terrasse peut aussi être dite terrasse tropézienne (ou tropézienne). Il s'agit d’espaces à l'air libre aménagés en remplacement d’une partie de la toiture, par exemple dans les combles perdus.